# Francesco Patrizi da Cherso

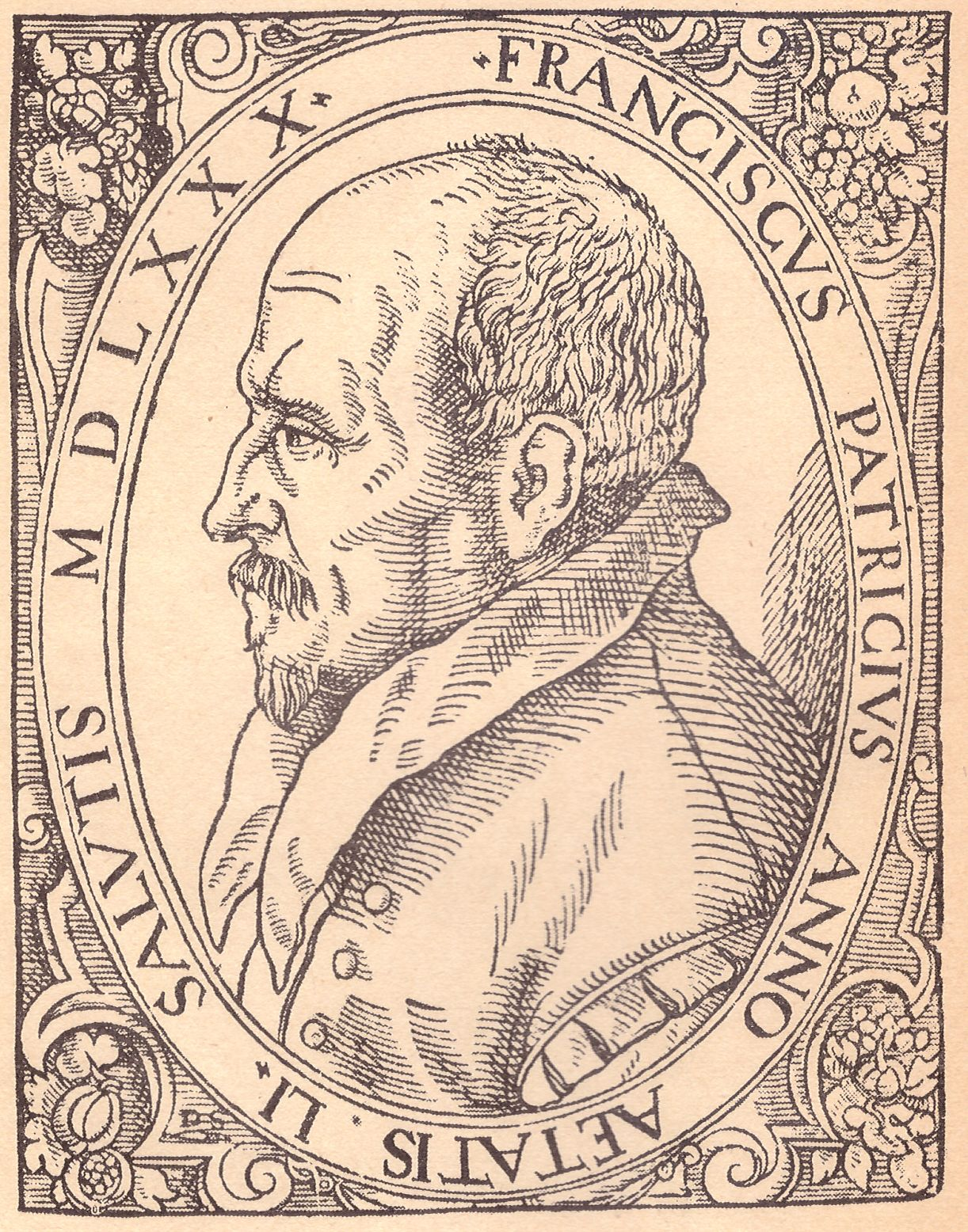
Porträt Patrizis von 1580 als Kupferstich in seinen Discussiones peripateticae, Ausgabe Basel 1581

Francesco Patrizi da Cherso (auch Patrizzi, Patricio; latinisiert Franciscus Patricius, kroatisch Frane Petrić, Franjo Petrić oder auch Franjo Petriš; * 25. April 1529 in Cres; † 7. Februar 1597 in Rom) war ein venezianischer Humanist, Philosoph, Schriftsteller, Literatur-, Staats- und Geschichtstheoretiker, Militärwissenschaftler und Dichter kroatischer Abkunft.
Patrizi studierte an der Universität Padua aristotelische Philosophie, wandte sich aber schon in der Studienzeit dem Platonismus zu. Er wurde zu einem scharfen, profilierten Gegner des Aristotelismus, mit dem er sich in umfangreichen Schriften eingehend auseinandersetzte. Nach langjährigen vergeblichen Bemühungen um eine dauerhafte materielle Existenzsicherung erhielt er schließlich 1577 eine Einladung an den herzoglichen Hof der Este in Ferrara. An der dortigen Universität wurde eigens für ihn ein Lehrstuhl für platonische Philosophie eingerichtet. In der Folgezeit gewann er als Professor Ansehen, verwickelte sich aber auch in wissenschaftliche und literarische Kontroversen; er neigte zur Polemik und wurde seinerseits von Gegnern heftig angegriffen. Im Jahr 1592 folgte er einer Einladung nach Rom, wo dank päpstlicher Gunst wiederum ein neuer Lehrstuhl für ihn geschaffen wurde. Seine letzten Lebensjahre verdunkelte ein schwerer Konflikt mit der kirchlichen Zensurbehörde, die sein Hauptwerk, die Nova de universis philosophia, verbot.
Als einer der letzten Renaissance-Humanisten zeichnete sich Patrizi durch eine umfassende Bildung, vielseitige wissenschaftliche Aktivität, einen starken Willen zur Innovation und außergewöhnliche schriftstellerische Fruchtbarkeit aus. Er untersuchte etablierte, allseits anerkannte Lehren kritisch und schlug Alternativen vor. Insbesondere wollte er die vorherrschende aristotelische Naturphilosophie durch ein eigenes Modell ersetzen. Der traditionellen Auffassung vom Sinn historischer Studien, den man auf moralische Belehrung einzuengen pflegte, setzte er sein Konzept einer breit angelegten, neutralen, wissenschaftlichen Geschichtsforschung entgegen. In der Dichtungslehre betonte er die Bedeutung der Inspiration und kämpfte gegen herkömmliche Regeln, die er für willkürliche, wirklichkeitsferne Einschränkungen der schöpferischen Freiheit hielt.
In der Frühen Neuzeit fand Patrizis stark umstrittene Naturphilosophie trotz der kirchlichen Verurteilung beträchtlichen Widerhall, blieb aber eine Außenseiterposition. Die moderne Forschung würdigt seine Beiträge zur Konstituierung des modernen Raumbegriffs und zur Geschichtstheorie.

## Herkunft und Name
Francesco Patrizi stammte aus der Stadt Cres auf der vor Istrien gelegenen gleichnamigen Insel (italienisch Cherso). Die Insel gehörte damals zur Republik Venedig, doch ein großer Teil ihrer Bevölkerung war kroatisch. Francesco war ein unehelicher Sohn des Priesters Stefano di Niccolò di Antonio Patrizi (Petrić), der dem niederen Adel angehörte. Seine Mutter war Stefanos Lebensgefährtin Maria Radocca. In der älteren Fachliteratur wurde Francescos Vater irrtümlich mit dem gleichnamigen Richter Stefano di Niccolò di Matteo Patrizi identifiziert und seine Mutter Maria mit Maria Lupetino, der angeblichen Gattin des Richters, gleichgesetzt. Unzutreffend ist auch die mit der irrigen Genealogie zusammenhängende Behauptung einer Verwandtschaft des Philosophen mit dem berühmten Theologen Matthias Flacius.
Nach Francescos Angaben war seine Familie ursprünglich in Bosnien ansässig und ihrem Wappen zufolge von königlicher Abstammung. Infolge der türkischen Eroberung ihrer Heimat sei sie ausgewandert, und so sei ein Vorfahre namens Stefanello nach Cres gelangt. Dies geschah, wenn die Mitteilung zutrifft, in der zweiten Hälfte des 15. Jahrhunderts.
Einem humanistischen Brauch folgend latinisierte der Philosoph seinen Namen und nannte sich Patricius oder Patritius. Da er in Italien lebte und seine Werke dort veröffentlichte, hat sich international die Namensform Francesco Patrizi durchgesetzt, doch in Kroatien werden Varianten der kroatischen Form bevorzugt. Der Zusatz „da Cherso“ (aus Cres) dient zur Unterscheidung von dem aus Siena stammenden Humanisten Francesco Patrizi (Franciscus Patricius Senensis), der im 15. Jahrhundert lebte.

## Leben

### Jugend und Studienzeit
Francesco Patrizi wurde am 25. April 1529 in Cres geboren. Seine Kindheit verbrachte er zunächst in der Heimatstadt. Sein Onkel Giovanni Giorgio Patrizi, der ein venezianisches Kriegsschiff befehligte, nahm im Februar 1538 den erst neunjährigen Knaben auf einen Kriegszug gegen die Türken mit. So ergab es sich, dass Francesco an der Seeschlacht von Preveza teilnahm, in der die christliche Flotte geschlagen wurde. Beinahe geriet er in türkische Gefangenschaft. Mehrere Jahre verbrachte er auf See. Im September 1543 begab er sich nach Venedig, um eine Berufsqualifikation zu erwerben. Anfangs besuchte er nach dem Willen Giovanni Giorgios eine kaufmännische Schule, doch seine Neigung galt dem Humanismus. Da sein Vater dafür Verständnis zeigte, erhielt der Jugendliche Lateinunterricht. Später schickte ihn der Vater zum Studium nach Ingolstadt, wo damals der Sitz der bayerischen Universität war. Dort eignete er sich Griechischkenntnisse an. Im Jahr 1546 musste er jedoch wegen der Wirren des Schmalkaldischen Krieges Bayern verlassen.
Im Mai 1547 ging Patrizi nach Padua, dessen Universität zu den europaweit angesehensten Hochschulen zählte. Anfangs studierte er auf Wunsch seines praktisch denkenden Vaters Stefano Medizin bei Giambattista Montano, Bassiano Lando und Alberto Gabriele, allerdings nur sehr widerwillig. Als Stefano 1551 starb, konnte er die ärztliche Ausbildung abbrechen. Die medizinischen Bücher verkaufte er. Sein Interesse galt weiterhin der humanistischen Bildung. Im Lauf seiner Studienzeit besuchte er philosophische Lehrveranstaltungen der Professoren Bernardino Tomitano, Marcantonio de’ Passeri (Marcantonio Genova), Lazzaro Buonamici und Francesco Robortello. Zu seinen Freunden und Studiengenossen gehörte Niccolò Sfondrati, der später als Gregor XIV. Papst wurde. Der Philosophieunterricht war für Patrizi eine Enttäuschung, denn Padua war damals eine Hochburg des Aristotelismus, dessen Vertreter die Tradition der mittelalterlichen Scholastik fortsetzten. Das war eine Richtung, die Patrizi entschieden ablehnte und später heftig bekämpfte. Unter dem Einfluss eines franziskanischen Gelehrten wandte er sich dem Platonismus zu. Der Franziskaner empfahl ihm die neuplatonische Lehre des Humanisten Marsilio Ficino (1433–1499). Die Lektüre von Ficinos Schriften, insbesondere seines philosophisch-theologischen Hauptwerks, der Theologia Platonica, wurde für Patrizi wegweisend. Seine Distanz zum scholastisch-aristotelisch geprägten Lehrbetrieb Paduas drückte er später aus, indem er sich 1587 in einem autobiografischen Brief als Autodidakten darstellte. In seiner Studentenzeit verfasste und publizierte er bereits philosophische und philologische Schriften; im Jahr 1553 ließ er in Venedig eine Sammlung seiner Jugendwerke drucken.

### Erste Versuche der Existenzsicherung (1554–1560)
Im Jahr 1554 musste Patrizi wegen eines langwierigen Erbstreits mit seinem Onkel Giovanni Giorgio nach Cres zurückkehren. Dort erlebte er eine unerfreuliche Zeit, die von Krankheit, Isolation und dem familiären Konflikt geprägt war. Offenbar gehörte er damals – zumindest bis 1560 – dem geistlichen Stand an. Zur dauerhaften Sicherung seines Lebensunterhalts versuchte er vergeblich in der Heimat eine kirchliche Pfründe zu erlangen. Nach diesem Fehlschlag begab er sich 1556 nach Rom, doch auch dort scheiterten seine Bemühungen um eine Pfründe. Dann übersiedelte er nach Venedig. Erfolglos erstrebte der junge Gelehrte eine Anstellung am glanzvollen Hof des Hauses Este in Ferrara. Immerhin fasste er in den Venezianer Humanistenkreisen Fuß: Er trat der Accademia della Fama bei, einer Gelehrtengemeinschaft, in der er Gleichgesinnte fand.

### Aktivitäten auf Zypern (1560–1568)
Der Philosoph trat 1560 in den Dienst des Adligen Giorgio Contarini, der einem der vornehmsten Geschlechter Venedigs angehörte. Zunächst hatte er seinem Dienstherren Unterricht in aristotelischer Ethik zu erteilen. Bald gewann Patrizi das Vertrauen Contarinis und erhielt einen bedeutenden Auftrag: Er wurde nach Zypern geschickt, wo er den Familienbesitz, der von einem Bruder Contarinis verwaltet wurde, inspizieren und dann Bericht erstatten sollte. Als er nach seiner Rückkehr im Sommer 1562 die vorgefundenen Verhältnisse schilderte, sandte ihn Contarini erneut nach Zypern und erteilte ihm Vollmacht, Verbesserungsmaßnahmen durchzuführen. Als neuer Verwalter sorgte Patrizi durch Melioration für eine bedeutende Wertsteigerung des Landbesitzes, der nun zum Baumwollanbau genutzt werden konnte. Allerdings waren die erforderlichen Maßnahmen kostspielig, und auch Missernten verringerten die Einkünfte, sodass es nicht gelang, den Auftraggeber zufriedenzustellen. Die zyprischen Verwandten Contarinis, die Patrizi mit seinem Bericht diskreditiert hatte, nutzten diese Gelegenheit, sich zu rächen und den Verwalter beim Familienoberhaupt anzuschwärzen. Als Patrizis Rechtfertigung nicht akzeptiert wurde, bat er 1567 um seine Entlassung.
In der Folgezeit blieb Patrizi zunächst auf Zypern. Er trat nun in den Dienst des katholischen Erzbischofs von Nikosia, des Venezianers Filippo Mocenigo, der ihn mit der Verwaltung der dem Erzbistum gehörenden Dörfer betraute. Doch bereits 1568 verließ er zusammen mit dem Erzbischof die von den Türken bedrohte Insel und begab sich nach Venedig. Rückblickend betrachtete er die Jahre auf Zypern als verlorene Zeit. Immerhin nutzte er den Aufenthalt im griechischsprachigen Raum für ein wichtiges humanistisches Anliegen: Er suchte mit beträchtlichem Erfolg nach griechischen Handschriften, die er dann kaufte oder abschreiben ließ, vielleicht auch selbst abschrieb.

### Wechselhafte Bemühungen um eine materielle Lebensgrundlage (1568–1577)
Nach seiner Rückkehr wandte sich Patrizi wieder der Wissenschaft zu. Er ging nun erneut nach Padua, wo er sich anscheinend nicht mehr an der Universität betätigte, sondern nur privat Unterricht erteilte. Zu seinen Schülern zählte Zaccaria Mocenigo, ein Neffe des Erzbischofs. Sehr wichtig war ihm der befruchtende Gedankenaustausch mit dem namhaften Philosophen Bernardino Telesio, mit dem er auch später im Briefwechsel blieb.
In dieser Zeit verschlechterte sich Patrizis Verhältnis zum Erzbischof. Er knüpfte nun Kontakt mit Diego Hurtado de Mendoza y de la Cerda, dem Vizekönig von Katalonien, der ein begeisterter Büchersammler war. Der Anfang dieser Verbindung war vielversprechend: Der Vizekönig lud ihn nach Barcelona ein und stellte ihm eine Anstellung als Hofphilosoph mit einem jährlichen Gehalt von fünfhundert Dukaten in Aussicht. Daraufhin unternahm Patrizi seine erste Spanienreise. In Barcelona erlebte er jedoch eine schwere Enttäuschung, denn die finanzielle Zusage wurde nicht eingehalten. Unter diesen Umständen sah sich der Philosoph 1569 zur Heimkehr gezwungen.

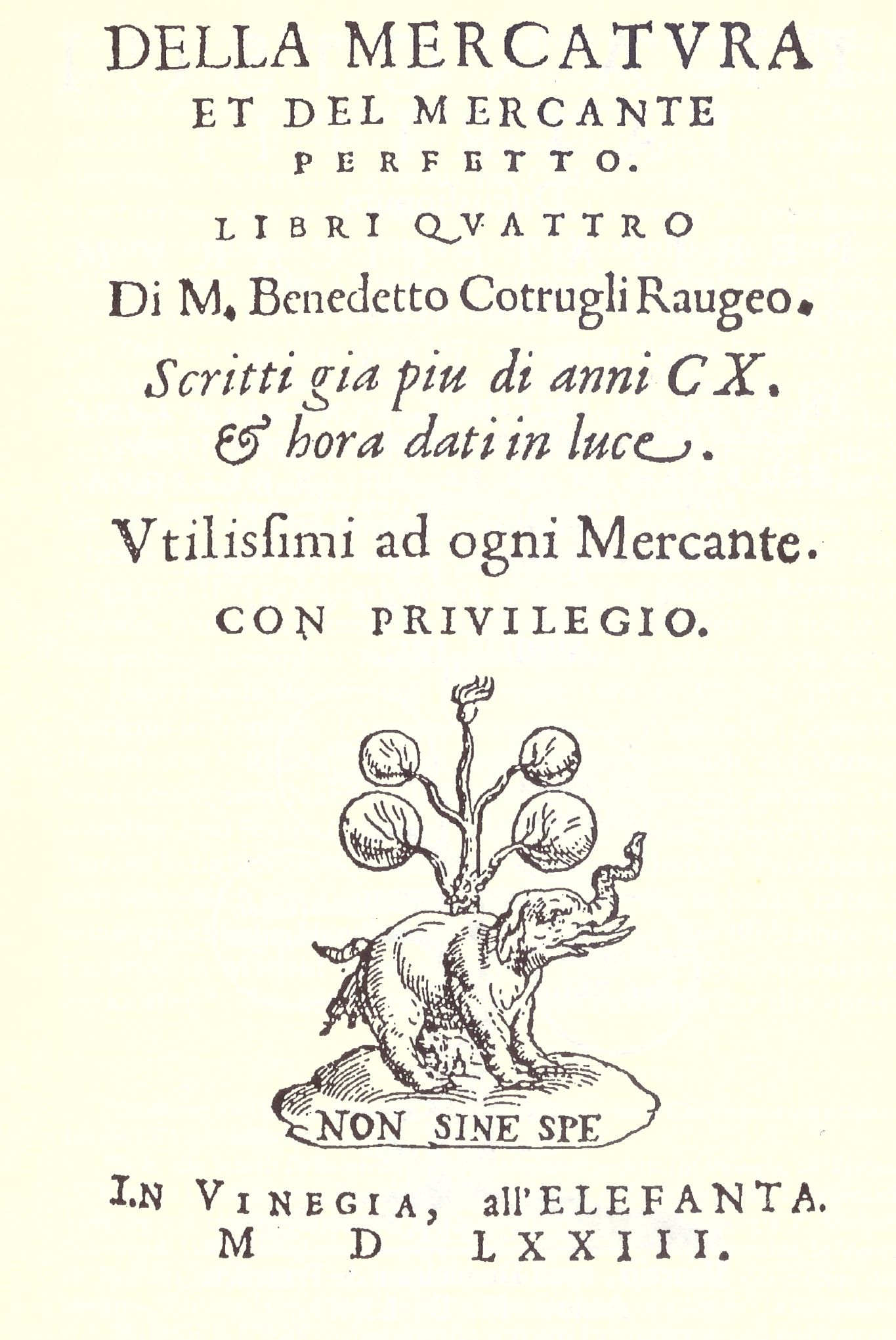
Das Titelblatt eines 1573 in Patrizis Verlag erschienenen Werks von Benedetto Cotrugli mit dem Verlagsemblem, das eine säugende und gebärende Elefantin zeigt.

Ein Ertrag der Reise bestand allerdings in der Aussicht, im Fernhandel mit Büchern ein Auskommen zu finden. Der Bücherexport von Italien nach Barcelona schien lukrativ, eine entsprechende Vereinbarung mit dortigen Geschäftspartnern hatte Patrizi vor seiner Abreise treffen können. Der Versand kam in Gang und erwies sich anfangs tatsächlich als lohnend, das Unternehmen scheiterte aber schließlich an der Unerfahrenheit und mangelnden geschäftlichen Begabung des Philosophen. Ein schwerer Schlag traf Patrizi 1570, als die Türken in Zypern eine ihm gehörende, für den Export nach Venedig bestimmte Warenladung, für die er 3500 Dukaten ausgegeben hatte, erbeuteten. Dadurch geriet er in solche Not, dass er sich an seinen früheren Dienstherren Contarini wandte, der ihm nach seiner Auffassung noch 200 Dukaten schuldete. Als dieser die Zahlung verweigerte, kam es zu einem langwierigen Prozess, den Patrizi anscheinend verlor.
Um seine Finanzverhältnisse zu sanieren, wandte sich Patrizi der Buchproduktion zu. Im August 1571 schloss er einen Vertrag mit der Erbin des Manuskripts einer Schrift des verstorbenen Gelehrten Girolamo Ruscelli über Embleme, Le imprese illustri. Er übernahm die Herausgeberschaft, und das Werk erschien im folgenden Jahr bei einem venezianischen Drucker. Patrizi sah sich aber wegen seiner prekären Finanzlage außerstande, seine vertraglichen Verpflichtungen zu erfüllen. Daraus ergab sich ein Konflikt, dessen Beilegung nur mit Mühe gelang. Nach dieser unerfreulichen Erfahrung gründete Patrizi einen eigenen Verlag, all’Elefanta. Dort brachte er 1573 drei Bücher heraus, doch danach ging der Verlag ein. Darauf unternahm der Philosoph 1574 eine neue Reise nach Spanien, um seine früheren Geschäftspartner zu verklagen und griechische Handschriften zu verkaufen. Im Februar 1575 wurde er von Antonio Gracián, dem Sekretär König Philipps II., empfangen, der ihm für die königliche Bibliothek im Escorial 75 Codices abkaufte. Aus humanistischer Sicht war dieser kommerzielle Erfolg allerdings fragwürdig, denn bei den Gelehrten galt der Escorial als „Büchergrab“. Als sich das Gerichtsverfahren um den gescheiterten Verlag ohne absehbares Ergebnis hinzog, trat Patrizi nach dreizehn Monaten die Heimreise an.
Nach seiner Rückkehr ließ sich Patrizi 1577 in Modena nieder, wo er in den Dienst der angesehenen Musikerin und Dichterin Tarquinia Molza trat, der er Griechischunterricht erteilte.

### Professur in Ferrara (1578–1592)

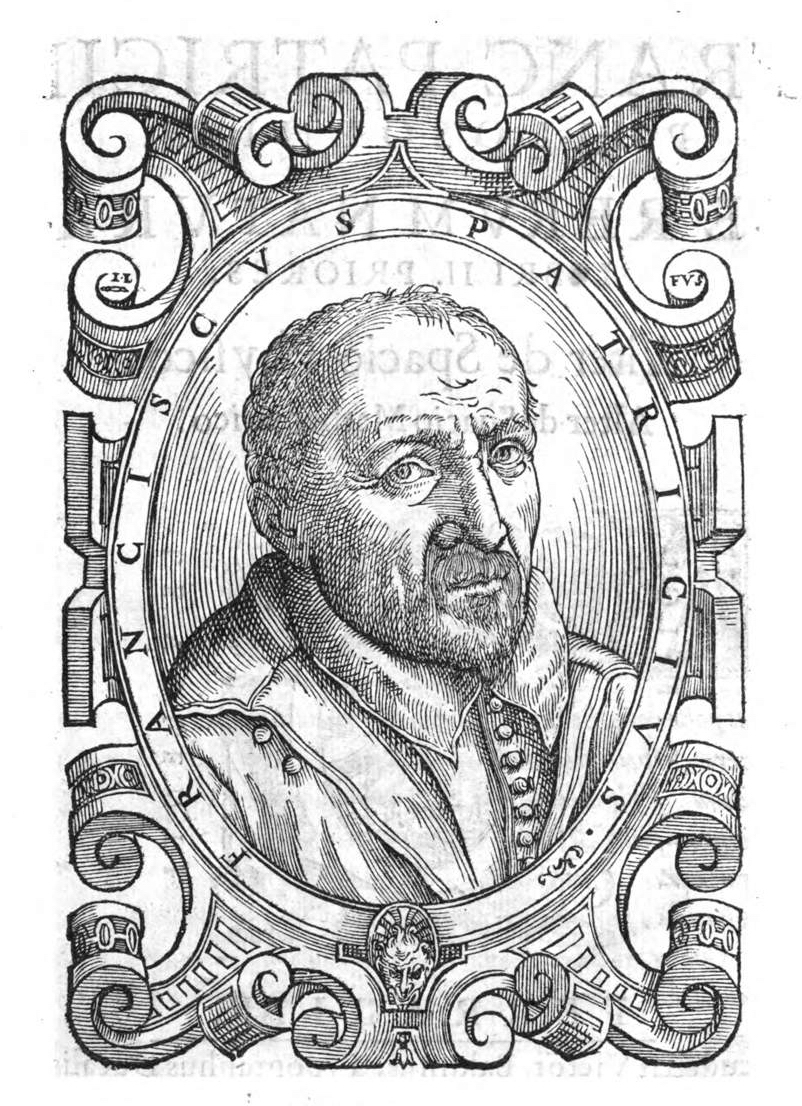
Porträt Patrizis in seiner Schrift Philosophia de rerum natura, Ferrara 1587

In Modena erhielt Patrizi die schon vor zwei Jahrzehnten erstrebte Einladung an den herzoglichen Hof von Ferrara. Um die Jahreswende 1577/1578 traf er in Ferrara ein. Bei Herzog Alfonso II. d’Este, einem bedeutenden Kulturmäzen, fand er freundliche Aufnahme. Sein dortiger Fürsprecher war der herzogliche Rat – ab 1579 Sekretär – Antonio Montecatini, der ihn sehr schätzte, obwohl er ein Vertreter des von Patrizi aus platonischer Perspektive bekämpften Aristotelismus war. Auf Vorschlag Montecatinis wurde eigens für Patrizi an der Universität Ferrara ein Lehrstuhl für platonische Philosophie eingerichtet. Das Anfangsgehalt von 390 Lire wurde später auf 500 erhöht. Die Zeit der materiellen Sorgen war vorbei.
Mit der Übersiedlung nach Ferrara begann für den neuen Professor eine erfreuliche und ertragreiche Lebensphase. Sowohl am glanzvollen Hof Alfonsos als auch im akademischen Umfeld genoss er hohes Ansehen. Mit dem Herzog war er befreundet. Auch zu dem berühmten Dichter Torquato Tasso, der in Ferrara lebte, hatte Patrizi ein gutes persönliches Verhältnis, obwohl er eine Meinungsverschiedenheit mit ihm in einer aufsehenerregenden Kontroverse austrug. In den vierzehn Jahren seiner Tätigkeit in Ferrara publizierte er zahlreiche Schriften.
Die dezidierten Stellungnahmen Patrizis zu philosophischen und literarischen Streitfragen riefen allerdings auch Widerspruch hervor und führten zu Auseinandersetzungen. So entspann sich wegen der Aristoteleskritik eine schriftliche Polemik mit dem Aristoteliker Teodoro Angelucci. Auf literarischem Gebiet engagierte sich Patrizi in einem Streit um die Kriterien poetischer Qualität, in dem Camillo Pellegrino und Torquato Tasso die Gegenmeinung vertraten.

### Professur in Rom, Konflikt mit der Zensur und Tod (1592–1597)

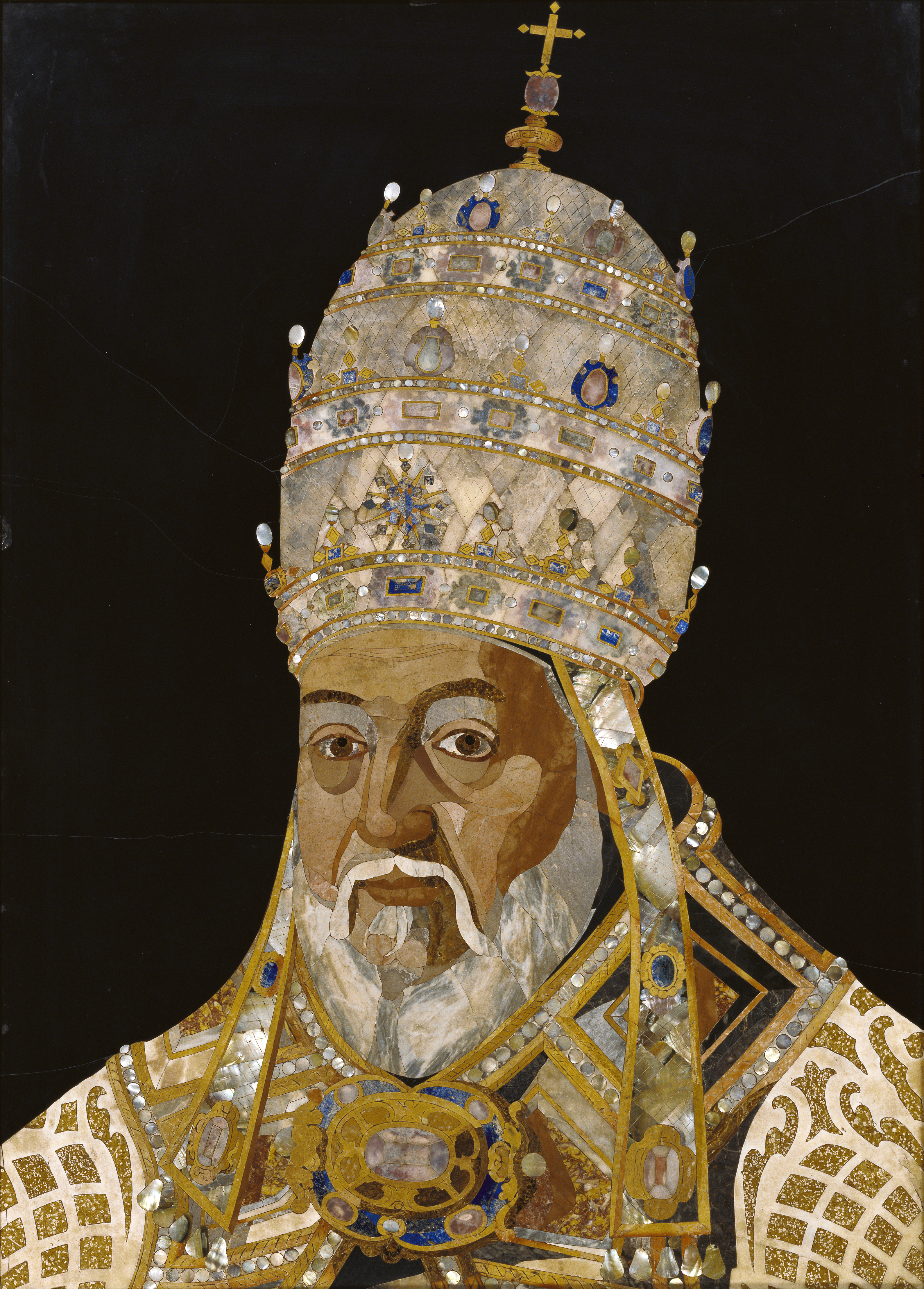
Patrizis Gönner Clemens VIII.

Ihren Höhepunkt erreichte Patrizis akademische Karriere schließlich dank dem Wohlwollen des Kardinals Ippolito Aldobrandini, der ihn im Oktober 1591 nach Rom einlud. Im Januar 1592 wurde Aldobrandini zum Papst gewählt und nahm den Namen Clemens VIII. an. Er bereitete dem Gelehrten, der am 18. April 1592 in Rom eintraf, einen enthusiastischen Empfang. An der römischen Universität La Sapienza wurde für Patrizi ein Lehrstuhl für platonische Philosophie geschaffen. Seinen Wohnsitz hatte der Professor im Hause von Cinzio Passeri Aldobrandini, der ein Neffe des Papstes und ein namhafter Mäzen war und 1593 zum Kardinal erhoben wurde. Am 15. Mai hielt er vor großem Publikum seine Antrittsvorlesung über Platons Timaios. Die ihm bewilligte Vergütung – 500 Dukaten Grundgehalt, mit Zulagen gut 840 Dukaten – war die höchste an der Sapienza. Es war ein Zeichen der besonderen päpstlichen Gunst, die dem Platoniker zuteilwurde. Zu seinen Hörern und Gesprächspartnern zählte der nunmehr in Rom lebende Torquato Tasso, der ihm die Auseinandersetzung in Ferrara nicht nachtrug.
Trotz seines ausgezeichneten Verhältnisses zum Papst geriet Patrizi schon bald ins Visier der kirchlichen Zensur. Den Anlass bot sein philosophisches Hauptwerk Nova de universis philosophia, das er 1591 in Ferrara veröffentlicht hatte. Dort entdeckte der Zensor Pedro Juan Saragoza eine Reihe von Aussagen, die er für häretisch oder zumindest verdächtig hielt und in einem Gutachten anprangerte. Für irrig erklärte er unter anderem die Behauptung, dass die Erde rotiere, denn dies sei mit der Heiligen Schrift unvereinbar. Gemäß dem Konsens der Theologen sei der Bibel zu entnehmen, dass sich der Fixsternhimmel um die unbewegliche Erde drehe.
Im Oktober 1592 wurde die Indexkongregation, die für den Index der verbotenen Bücher zuständige Behörde, aktiv. Sie lud den Autor der suspekten Schrift im November 1592 vor und gestattete ihm, Saragozas Gutachten zu lesen, was für damalige Verhältnisse ein ungewöhnliches Entgegenkommen gegenüber dem Beschuldigten war. Auf den Angriff des Zensors reagierte Patrizi mit einer Verteidigungsschrift, der Apologia ad censuram, in der er zwar im Prinzip seine Unterwerfung bekundete, aber in der Sache seine Position offensiv vertrat und Saragoza Inkompetenz unterstellte. Damit stieß er auf kein Verständnis. Später versuchte er erfolglos, das Gremium mit schriftlichen Erläuterungen zu seiner Lehre und Zugeständnissen zufriedenzustellen. Auch nachdem die Kongregation im Dezember 1592 die Anführung der Nova de universis philosophia in der Neufassung des Index beschlossen hatte, setzte der Autor seine Rettungsbemühungen fort, während sich die Publikation des neuen Index von 1593 verzögerte. Ungünstig wirkte sich vor allem aus, dass der zuletzt zuständige Zensor, der Jesuit Francisco Toledo, ein namhafter Vertreter des von Patrizi bekämpften scholastischen Aristotelismus war. Im Juli 1594 verhängte die Kongregation ein absolutes Verbot der Verbreitung und Lektüre des Werks und ordnete die Vernichtung aller auffindbaren Exemplare an. In der aktualisierten Ausgabe des Index, die 1596 erschien, und in den folgenden Ausgaben wurde die Schrift aufgeführt. Allerdings wurde dem Autor ausdrücklich anheimgestellt, eine geänderte Fassung zur Genehmigung vorzulegen. Der gealterte und vom Konflikt zermürbte Philosoph nahm zwar die Überarbeitung in Angriff, konnte sie aber nicht mehr zu Ende führen, denn er starb am 7. Februar 1597 an einem Fieber. Er wurde in der römischen Kirche Sant’Onofrio al Gianicolo neben Torquato Tasso beigesetzt.

## Werke
Die meisten Schriften Patrizis sind in italienischer Sprache abgefasst, die übrigen lateinisch. Zum lateinischen Teil des Œuvres zählen vor allem zwei monumentale Werke: die Discussiones peripateticae, eine umfangreiche Kampfschrift gegen den Aristotelismus, und die Nova de universis philosophia, die unvollendet gebliebene Gesamtdarstellung seiner Lehre.

### Antiaristotelische Schriften

#### Discussiones peripateticae
Der Kampf gegen den Aristotelismus war ein zentrales Anliegen Patrizis, das allenthalben in seinen Texten hervortritt. Er wollte nicht nur einzelne Lehren des antiken Denkers widerlegen, sondern dessen gesamtes System zum Einsturz bringen. Eigens zu diesem Zweck verfasste er eine polemische Schrift, die er Discussiones peripateticae (Peripatetische Untersuchungen) nannte, womit er auf den Peripatos, die Philosophenschule des Aristoteles, Bezug nahm. Den ersten Impuls dazu gab ihm ein Wunsch seines Schülers Zaccaria Mocenigo, der ihn bat, eine Geschichte des Aristoteles zu schreiben. Diese Bitte erfüllte Patrizi mit der Urfassung der Discussiones, einer kritischen Untersuchung des Lebens und der Werke des griechischen Philosophen, die er 1571 in Venedig publizierte. Später griff er nach langer Unterbrechung die systematische Analyse des Aristotelismus erneut auf und erweiterte seinen ursprünglichen Text zu einer umfassenden Kritik an der peripatetischen Weltdeutung. Bei diesem Ausbau des Projekts wurden die 1571 gedruckten Discussiones als erster Band in ein vierbändiges Gesamtwerk übernommen, das Patrizi 1581 in Basel bei Pietro Perna im Folioformat drucken ließ. Damit legte er eine polemische Schrift vor, die zugleich als Handbuch des Aristotelismus angelegt war.
Der erste Band besteht aus dreizehn Büchern. Das erste Buch bietet eine ausführliche Lebensbeschreibung des Aristoteles, das zweite ein Werkverzeichnis. Die folgenden sieben Bücher enthalten philologische Untersuchungen. Dort geht es um die Klärung der Fragen, welche der traditionell Aristoteles zugeschriebenen Schriften tatsächlich von ihm stammen, welche Werktitel authentisch sind und wie die Schriften systematisch zu ordnen sind. Für die Unterscheidung der echten von den unechten Schriften legt Patrizi eine Reihe von stilistischen, inhaltlichen und historischen Kriterien fest. Besonderes Augenmerk gilt den Fragmenten aus verlorenen Werken des griechischen Denkers, die in späterer antiker Literatur überliefert sind. Sie sind in großer Zahl zusammengestellt. Das zehnte Buch behandelt die Rezeptionsgeschichte. Die letzten drei Bücher sind den verschiedenen Methoden gewidmet, die für die Auslegung der Lehre und für ein aristotelisches Philosophieren in Betracht kommen.
Im zweiten Band vergleicht Patrizi die peripatetische Philosophie mit älteren Lehren, vor allem dem Platonismus. Seine Absicht ist, Aristoteles als Plagiator und Kompilator zu diskreditieren. Dabei drückt er sich aber vorsichtig aus, denn dieser Band ist seinem Freund und Kollegen Antonio Montecatino gewidmet, dem Inhaber des Lehrstuhls für aristotelische Philosophie in Ferrara. Einen Kontrast dazu bietet die offene, heftige Polemik in den letzten beiden Bänden, in denen der Autor seine Zurückhaltung aufgibt. Der dritte Band stellt die peripatetischen Lehren als unvereinbar mit denen der Vorsokratiker und Platons dar. Patrizi bespricht die Meinungsverschiedenheiten zwischen den Autoritäten anhand einer Fülle von gegensätzlichen Aussagen, wobei er stets die Ansicht des Aristoteles für falsch erklärt. Aus seiner Sicht ist der Aristotelismus eine geistesgeschichtliche Verfallserscheinung, eine Verfälschung und Zerstörung der Erkenntnisse früherer Denker. Das vierte Buch dient dem Nachweis von Irrtümern in der aristotelischen Naturphilosophie.
Bei der Auseinandersetzung mit dem peripatetischen Denken legt Patrizi Wert darauf, die Lehrmeinungen des Aristoteles unmittelbar dessen eigenen Worten zu entnehmen und sich nicht – wie seit dem Mittelalter üblich – von den Interpretationen der zahlreichen Kommentatoren beeinflussen zu lassen. Überdies fordert er, die jeweilige Auffassung des Aristoteles nicht, wie bisher üblich, nur durch eine einzige Aussage zu belegen, sondern möglichst alle einschlägigen Äußerungen des Philosophen heranzuziehen. In den Discussiones peripateticae geht Patrizi nicht konsequent von einem platonischen Alternativsystem zum Aristotelismus aus, sondern macht sich auch Argumente zunutze, die auf nichtplatonischem, eher nominalistischem und empiristischem Gedankengut fußen. Philosophiegeschichtlich sieht er eine verhängnisvolle Entwicklung: Die ersten Schüler des Aristoteles hätten noch selbstständig gedacht und ihrem Lehrer auch widersprochen; später habe sich jedoch Alexander von Aphrodisias vorbehaltlos dem Schulgründer hingegeben und damit auf freies Denken verzichtet. Die ersten mittelalterlichen arabischsprachigen Interpreten, Avicenna, Avempace und Alfarabi, seien noch relativ unbefangen gewesen, doch dann habe Averroes die absolute Autorität des Aristoteles proklamiert und damit dem unfruchtbaren scholastischen Aristotelismus den Weg gewiesen.

#### Kontroverse mit Teodoro Angelucci
Das vernichtende Urteil über die aristotelische Philosophie in den Discussiones peripateticae führte zu einer Kontroverse mit dem Aristoteliker Teodoro Angelucci. Dieser reagierte auf die Discussiones mit einer Gegenschrift, in der er Patrizis Darlegungen zur Metaphysik und Naturlehre scharf kritisierte. Darauf antwortete der Angegriffene mit der Apologia contra calumnias Theodori Angelutii (Verteidigung gegen die Verleumdungen Teodoro Angeluccis), die er 1584 drucken ließ. Im folgenden Jahr setzte Angelucci den Streit mit einer weiteren Kampfschrift, den Exercitationes (Übungen), fort.

### Metaphysik, Naturphilosophie, Mathematik und Zahlensymbolik

#### Vorarbeiten zum System der „neuen Philosophie“
In den 1580er Jahren befasste sich Patrizi mit Vorarbeiten zu einer Gesamtdarstellung seines philosophischen Systems, das er als Alternative zum Aristotelismus konzipierte. Zunächst stellte er einschlägiges Material bereit. Er übersetzte den Kommentar des Pseudo-Johannes Philoponos zur Metaphysik des Aristoteles sowie die Elementatio physica und die Elementatio theologica des spätantiken Neuplatonikers Proklos ins Lateinische. Beide Übersetzungen wurden 1583 gedruckt. Dann arbeitete Patrizi seine Theorie des Raumes aus. In der 1586 abgeschlossenen Abhandlung Della nuova geometria, die er Herzog Karl Emanuel I. von Savoyen widmete, legte er eine neue Grundlage für die Geometrie vor, die er den euklidischen Definitionen vorzog. Im Jahr 1587 erschien eine lateinische Darstellung seines Verständnisses der Räumlichkeit als erster Teil einer Philosophia de rerum natura (Philosophie über die Natur der Dinge). Diese Publikation besteht aus den beiden Büchern De spacio physico (Über den physischen Raum) und De spacio mathematico (Über den mathematischen Raum). Dort präsentierte er seine Alternative zur aristotelischen Kosmologie und Physik.
Im Rahmen dieser Vorarbeiten entstand auch Patrizis Werk Zoroaster et eius CCCXX oracula Chaldaica (Zarathustra und seine 320 chaldäischen Orakel), die erste eigenständige neuzeitliche Sammlung von Fragmenten der Chaldäischen Orakel. Er glaubte, es handle sich um authentische Lehren Zarathustras und die Orakel seien das älteste Zeugnis der Geschichte des philosophischen Denkens. Daher war es ihm wichtig, den Textbestand zu sichern. Die Stellen entnahm er Werken der spätantiken Autoren Proklos, Damaskios, Simplikios, Olympiodoros und Synesios. Seine Sammlung, die 318 Orakelverse umfasst, war eine starke Erweiterung der zuvor maßgeblichen Zusammenstellung des Georgios Gemistos Plethon, die nur sechzig Hexameter enthält.

#### Nova de universis philosophia
Das Hauptwerk Patrizis, die Nova de universis philosophia (Neue Philosophie über die Dinge in ihrer Gesamtheit) sollte nach seinem Plan aus acht Teilen bestehen und seine gesamte Weltdeutung darlegen. Davon konnte er aber nur die ersten vier Teile fertigstellen und 1591 in Ferrara veröffentlichen. An einem weiteren Teil, De humana philosophia, arbeitete er 1591/1592, doch blieb das Manuskript unabgeschlossen, der Konflikt mit der Zensurbehörde stand der Vollendung und Publikation entgegen. Die Erstausgabe von 1591 widmete der Autor Papst Gregor XIV., mit dem ihn eine Jugendfreundschaft aus seiner Studienzeit in Padua verband.
In der Vorrede empfahl Patrizi dem Papst eine tiefgreifende Umwälzung im katholischen Schulwesen: Er schlug vor, im Unterricht der kirchlichen Bildungseinrichtungen – der Ordensschulen und der Universitäten unter päpstlicher Kontrolle – den seit dem Mittelalter dominierenden Aristotelismus durch eine alternative Weltdeutung zu ersetzen, die der vorherrschenden Schulphilosophie überlegen sei. Dafür kämen fünf Modelle in Betracht. Das erste sei sein eigenes System gemäß der Nova de universis philosophia, das zweite der Zoroastrismus, das dritte die Hermetik, die Lehre des Hermes Trismegistos, das vierte eine angeblich altägyptische Philosophie – gemeint ist die Lehre der fälschlich Aristoteles zugeschriebenen Theologia Aristotelis –, das fünfte der Platonismus. Die vier älteren Philosophien habe er rekonstruiert, geordnet und erläutert. Alle fünf Modelle seien der Religion förderlich und aus katholischer Sicht annehmbar, im Gegensatz zum Aristotelismus, der gottlos und mit dem Glauben unvereinbar sei. Die Übereinstimmung des Platonismus mit dem Christentum hätten schon die antiken Kirchenväter erkannt. Dennoch habe die aristotelische Philosophie die Vorherrschaft errungen. Ihre weiterhin andauernde Dominanz gehe auf die mittelalterlichen Scholastiker zurück. Diesen seien die Werke Platons unbekannt gewesen, daher hätten sie sich den untauglichen Schriften des Aristoteles zugewandt.
Provokativ übte Patrizi in der Vorrede Kritik am Vorgehen der gegenreformatorischen Kirche, die den Glauben an ihre Lehre mittels der Zensur, der Inquisition und staatlicher Gewalt abzusichern versuchte. Er empfahl nachdrücklich, lieber auf die Vernunft und die Überzeugungskraft philosophischer Argumente zu setzen, statt sich auf Zwang zu verlassen.
Der erste Teil der Schrift, betitelt Panaugia (Allerhellung oder Allglanz), handelt vom Lichtprinzip, das als die formende und belebende Kraft im Universum dargestellt wird, und vom physischen Licht und dessen Eigenschaften. Erörtert werden unter anderem die Reflexion und Brechung des Lichts und die Natur der Farben. Der zweite Teil heißt Panarchia (Allherrschaft oder Allursächlichkeit). Das ist eine vom griechischen Substantiv archḗ („Ursprung“, „Ursache“, „Herrschaft“) ausgehende Wortschöpfung des Autors, die sich auf die hierarchische Weltordnung und deren göttliche Quelle bezieht. Die Panarchia beschreibt die Emanation – das stufenweise Ausströmen der Entitäten aus ihrer göttlichen Quelle – und die darauf beruhende Rangordnung im Universum. Der dritte Teil trägt den Titel Pampsychia (Allbeseeltheit). Dort stellt der Philosoph sein Konzept der Beseelung des gesamten physischen Kosmos durch die Weltseele vor und bespricht besonders die Seelen der Tiere. Im vierten Teil, der Pancosmia (Allordnung), werden Themen der physikalischen Kosmologie erörtert, insbesondere die Frage nach der räumlichen Ausdehnung des Universums, die Patrizi für unendlich hält.
Als Anhänge beigefügt sind neben Quellentexten zwei Exkurse des Autors über spezielle Themen: ein Versuch, die Reihenfolge von Platons Dialogen zu bestimmen, und eine Zusammenstellung von Gegensätzen zwischen der aristotelischen und der platonischen Philosophie. Die Quellentexte sind Patrizis Sammlung der Fragmente der Chaldäischen Orakel, hermetische Literatur sowie die als „mystische Philosophie der Ägypter“ bezeichnete Theologia Aristotelis, eine pseudo-aristotelische Schrift, deren Inhalt Patrizi mit der nur mündlich vorgetragenen „ungeschriebenen Lehre“ Platons gleichsetzte. Er meinte, es handle sich um eine von Aristoteles angefertigte Aufzeichnung von Weisheitslehren altägyptischen Ursprungs, die Platon seinen Schülern im Unterricht vermittelt habe.
Trotz seines großen Respekts vor den Urhebern der uralten Weisheitslehren zögerte Patrizi nicht, im Einzelfall eine abweichende Meinung zu vertreten. Er betonte die Notwendigkeit stichhaltiger Beweise und lehnte es ab, Zitate von ehrwürdigen Autoritäten als Ersatz für fehlende Argumente zu akzeptieren. Seine Aufgabe sah er darin, Argumente für das zu liefern, was in den überlieferten Texten der Weisen des Altertums nicht hinlänglich begründet war.

#### De numerorum mysteriis
Von Zahlensymbolik gemäß der pythagoreischen Zahlenlehre handelt die Schrift De numerorum mysteriis (Über die Geheimnisse der Zahlen), die Patrizi 1594 im Auftrag des Kardinals Federico Borromeo verfasste. Sie ist handschriftlich überliefert, aber unediert geblieben.

### Staatstheorie, Geschichtstheorie und Militärwissenschaft

#### La città felice
La città felice (Die glückliche Stadt) ist ein Jugendwerk des Philosophen, das er als Student verfasste, 1551 vollendete und 1553 in Venedig drucken ließ. Die Abhandlung soll die Bedingungen für ein gelungenes Leben in einer idealen staatlichen Gemeinschaft aufzeigen. Die Ausgangsbasis bilden die einschlägigen Überlegungen in der Politik des Aristoteles, dessen Ansichten der junge Humanist hier noch weitgehend folgt. Daneben ist aber schon der Einfluss des Platonismus erkennbar. In dem Staatsmodell ist auch Material aus stoischer Literatur verwertet, und die Einwirkung Niccolò Machiavellis macht sich ebenfalls bemerkbar.

#### Della historia diece dialoghi
Patrizi war einer der Pioniere der Geschichtstheorie, eines damals noch jungen Forschungszweigs. Von den Grundlagen der Geschichtsphilosophie und den Methoden der Geschichtsforschung handeln zehn Dialoge des venezianischen Gelehrten, die er 1560 unter dem Titel Della historia diece dialoghi veröffentlichte. Die fiktiven Dialoge spielen sich in Venedig unter Freunden und Bekannten des Verfassers ab, er selbst ist immer dabei. Die Gesprächsteilnehmer vertreten in Rede und Gegenrede unterschiedliche Auffassungen. Ihre Ausführungen werden so dargeboten, wie es einem natürlichen Gesprächsverlauf entspricht, mit häufigen Unterbrechungen und Abschweifungen, mit Ironie, Zweifel, Spott und einer Fülle von geistreichen Bemerkungen.

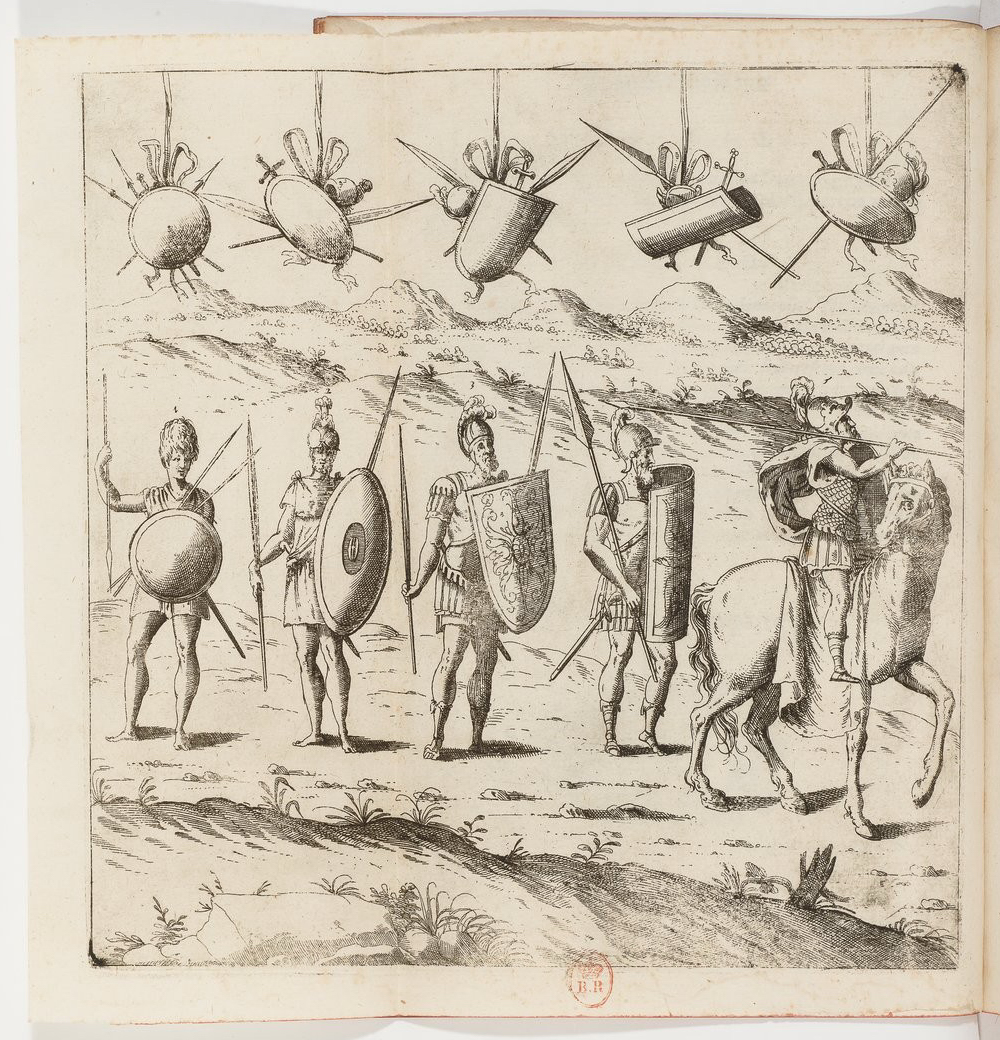
Römische Legionäre und ihre Waffen. Kupferstich in Patrizis Schrift La militia romana di Polibio, di Tito Livio, e di Dionigi Alicarnaseo, Ferrara 1583

#### La militia romana di Polibio, di Tito Livio, e di Dionigi Alicarnaseo
Die Abhandlung La militia romana di Polibio, di Tito Livio, e di Dionigi Alicarnaseo (Das römische Kriegswesen nach Polybios, Titus Livius und Dionysios von Halikarnassos), die Patrizi 1573 schrieb, wurde erst zehn Jahre später gedruckt. Sie ist stark von Ideen Machiavellis inspiriert. Den Ausgangspunkt bildet die These, die Kriegskunst sei die Grundlage des Friedens und eine Voraussetzung für das menschliche Glück. Maßgeblich sei die Kriegsführung der antiken Römer, die allen anderen, insbesondere der türkischen, überlegen sei. An dieses Vorbild habe man sich zu halten, denn wenn es gelinge, die alte römische Schlagkraft wieder zu erreichen, brauche man die Türken nicht mehr zu fürchten. Der einzige, dem dies bisher annähernd gelungen sei, sei Herzog Alfonso I. d’Este, der als Feldherr ebenso wie in der Belagerungstechnik und im Festungsbau das unerreichte Vorbild aller anderen Herrscher sei. Mit dieser Schmeichelei wollte Patrizi den damals in Ferrara regierenden Herzog Alfonso II. d’Este, den Enkel Alfonsos I., beeindrucken. Ihm widmete er seine Schrift.

#### Paralleli militari
Die Paralleli militari (Militärische Vergleiche), in zwei Teilen 1594 und 1595 gedruckt, sind Patrizis letzte Veröffentlichung. Sie enthalten die Bilanz seiner Überlegungen angesichts der politischen und militärischen Krise Italiens im späten 16. Jahrhundert. Er erhob den Anspruch, mit seiner Theorie des Kriegswesens die Militärs auf ihrem eigenen Gebiet belehren zu können. Zu diesem Zweck übersandte er seine Schrift den namhaften Truppenbefehlshabern Ferrante Gonzaga, Francesco Maria II. della Rovere und Alfonso II. d’Este.

#### Parere in difesa dell’Ariosto

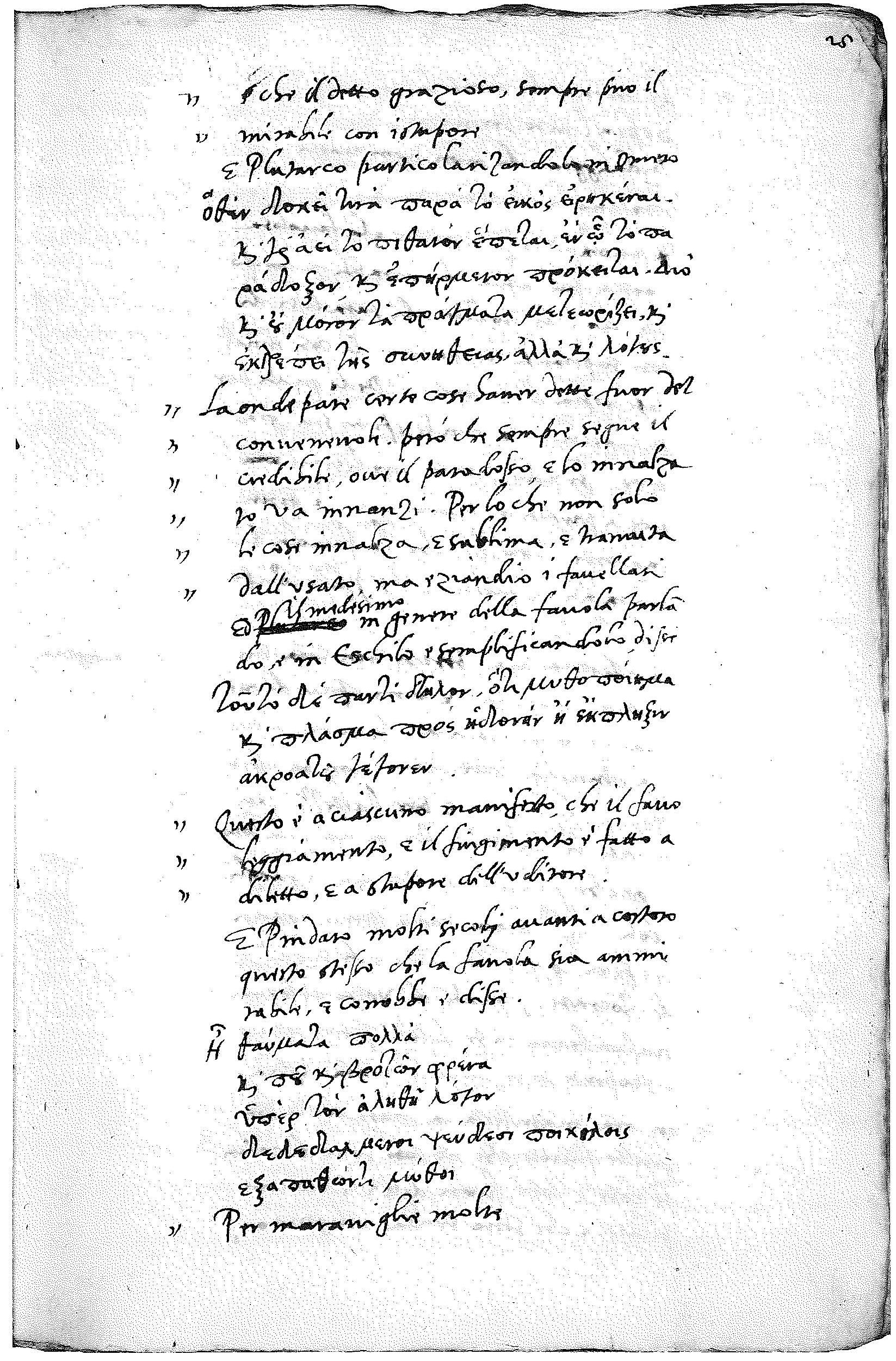
Eine Seite aus Patrizis eigenhändigem Manuskript der Poetica. Parma, Biblioteca Palatina, Pal. 408, fol. 25r

#### L’amorosa filosofia

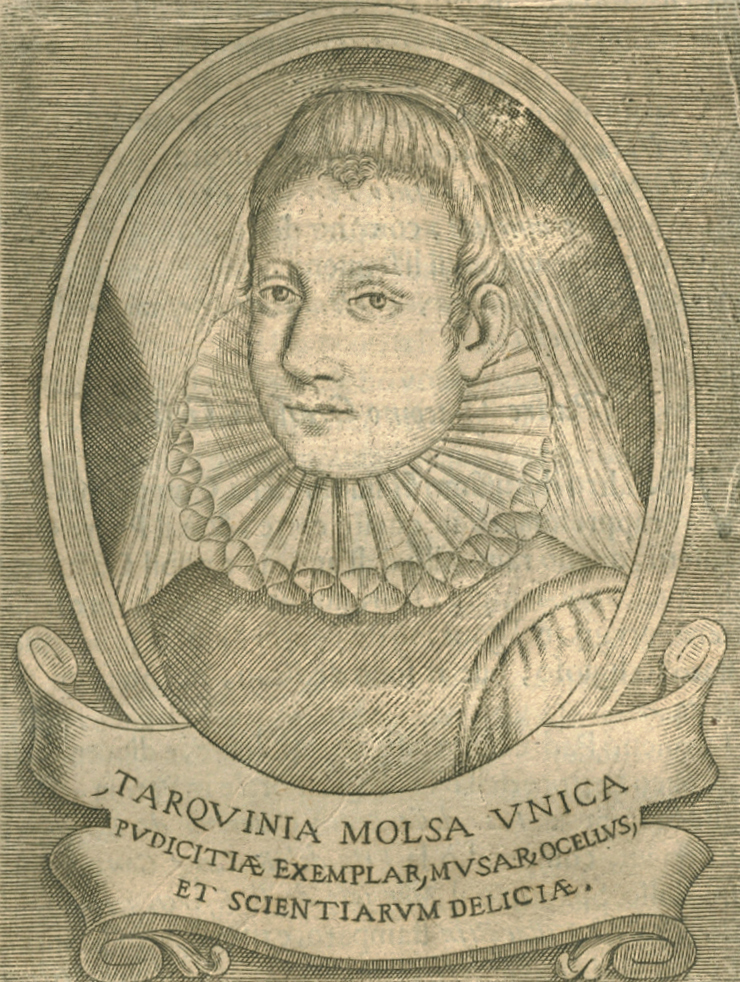
Tarquinia Molza

### Gedichte

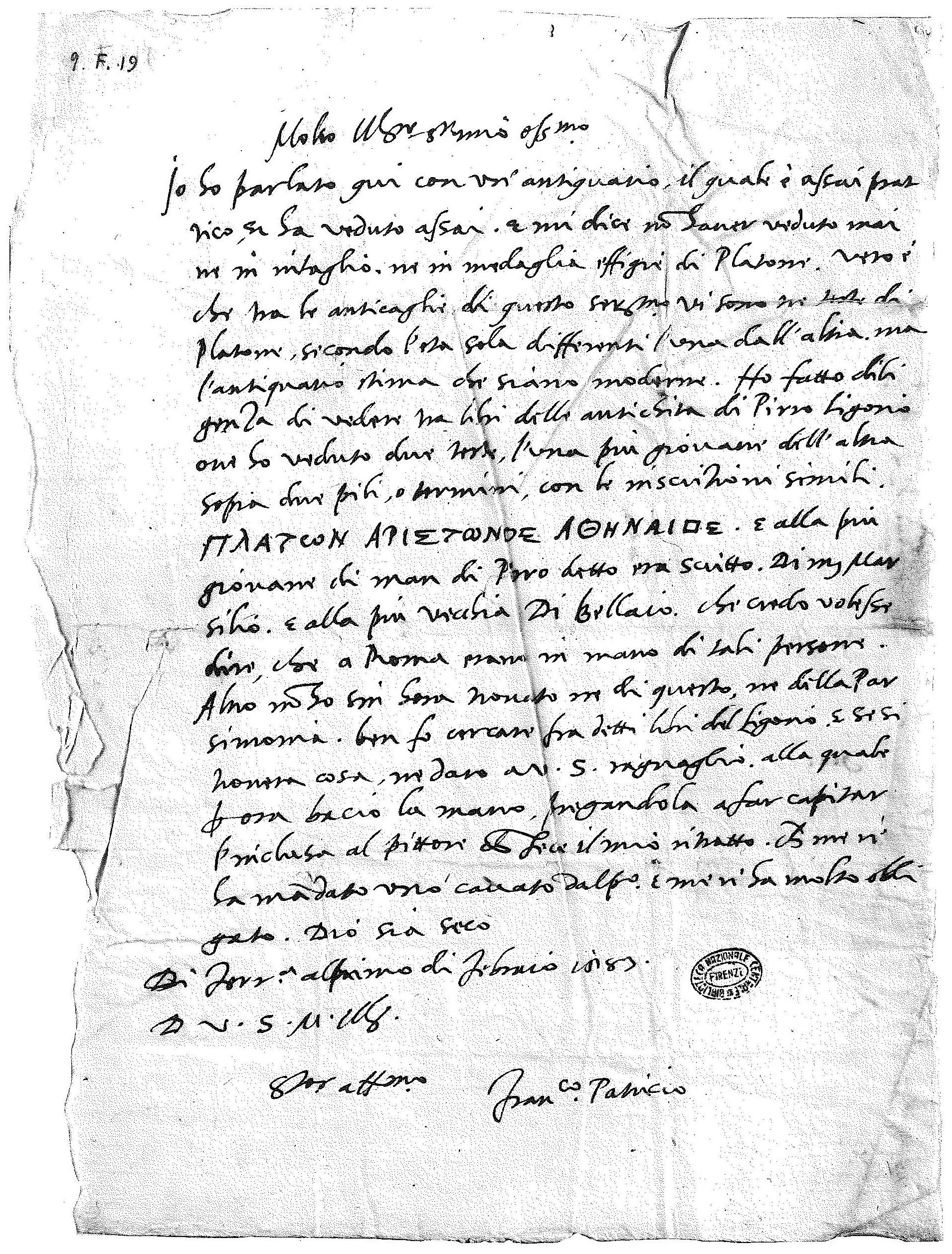
Ein eigenhändiger Brief Patrizis an Baccio Valori vom 1. Februar 1583. Florenz, Biblioteca Nazionale Centrale, Filze Rinuccini 19, fol. 9r